# Cantherhines macrocerus
Cantherhines macrocerus és una espècie de peix marí de la família dels monacàntids i de l'ordre dels tetraodontiformes Va ser descrit per Henri L.G.M. Hollard el 1853.

## Morfologia
Els adults poden assolir fins a 46 cm de longitud total.

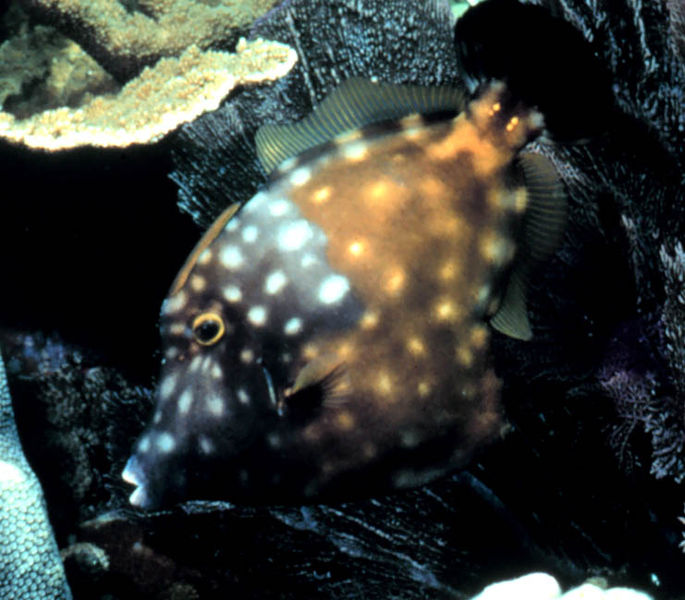
Exemplar fotografiat als cais de Florida

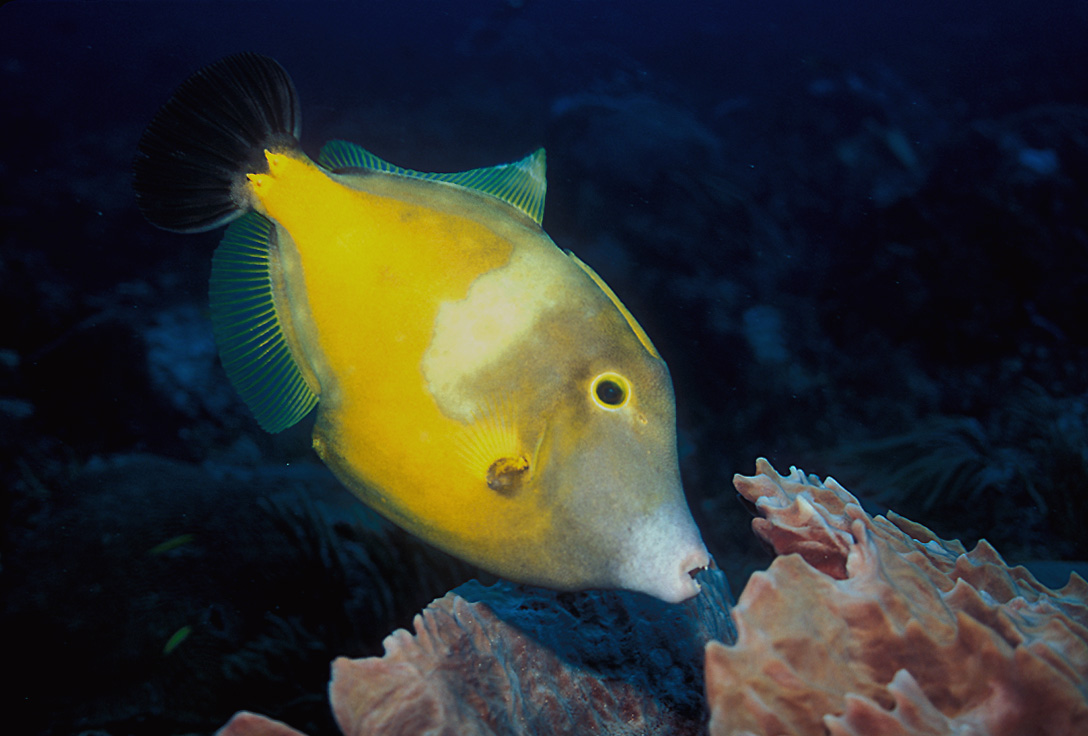
Exemplar de Playa del Carmen, Mèxic

## Alimentació
Menja esponges de mar, gorgònies, algues i coralls.

## Hàbitat
És un peix marí, de clima tropical i associat als esculls de corall que viu entre 2-40 m de fondària.

## Distribució geogràfica
Es troba a l'Atlàntic occidental (des de Florida als Estats Units- i Bermuda fins a São Paulo al Brasil-) i l'Atlàntic oriental.

## Observacions
És inofensiu per als humans.